# Las Mary Jets
Las Mary Jets fue un grupo de rock de México, pionero en géneros como el rock and roll y el swing. Fue la primera alineación de rock de ese país conformado únicamente por mujeres, por lo cual es también una referencia para los grupos femeniles. Estuvo activo de 1958 a 1963.

## Historia
Las Mary Jets surgió en el Conservatorio Nacional de Música en 1958, donde estaban matriculadas las integrantes. En palabras de su baterista, Yolanda Espinosa: 
Nos hicieron una invitación a la [radio] XEW para ir a cantar con La Orquesta de Agustín Lara... al salir por los corredores nos sorprendió (yo en especial) ver a muchos jóvenes por los colores tan llamativos que traían en sus trajes y la mayoría eran entre 4 y 5 elementos, y me fascinó, pues llevaban guitarras eléctricas.
En 1956, María Antonieta Lozano, quien era egresada de la Escuela Nacional de Música, conoció Refugio Cuco Valtierra, Tino Contreras, Al Zúñiga y G. Cooper; cuatro formidables y talentosos músicos con quienes empezó a tocar jazz en un lugar llamado Riggus Bar. Al mismo tiempo, María Antonieta Lozano pasaba tiempo ensayando en la XEW, en donde también formaba parte de un pequeño grupo dirigido por Carmen Sordo Sodi; fue en ese momento en donde conoció a María Teresa Astorga, quien antes de formar las Mary Jets, era miembro del grupo llamado Quinteto Frenesí.
Espinosa comenta que fue a partir de esto que luego María Teresa le propuso a Yolanda Espinosa crear un grupo como baterista, a lo cual ella respondió positivamente por su interés en los ritmos populares de la época y dejó de dedicarse al piano y la música clásica. El músico Refugio Cuco Valtierra se encargó de colaborar con el ensamble del grupo como director musical. El primer LP del grupo fue un disco mayoritariamente de piano y guitarra, pero la disquera decidió que el grupo tocara rock and roll debido al éxito comercial que tendrían. Empezaron muy jóvenes, María Antonieta Lozano era la mayor de las cinco, con tan solo 25 años. Las demás integrantes tenían entre 17 y 18 años de edad.
 

El nombre Las Mary Jets surgió en la grabación de «Dulces Tonterías» en Columbia Records durante un receso por medio de una mesa redonda. El nombre originalmente sería Quinteto Frenesí, pero su director artístico sugirió la necesidad de buscar otro nombre. Después, Las Mary Jets lo sugirió Enrique Guzmán, al llamarse las integrantes María y comunicar modernidad dada la popularidad de los jets en la época. 
“En un receso de la grabación salieron a tomar aire y se encontraron con integrantes de la Sonora Santanera y de los Teen Tops, Enrique Guzmán incluido. Jesús Hinojosa, director artístico de la compañía, improvisó una mesa redonda con todos los mencionados para discutir cómo se iban a llamar. El último nombre que habían manejado era el del Quinteto Frenesí, que no le parecía muy rockero a Hinojosa. Enrique Guzmán les preguntó su nombre y al ver que la mayoría eran Marías, les propuso Las Marías, a lo que un integrante de la Sonora Santanera alegó que le sonaba ranchero. Nuevamente Enrique Guzmán sugirió otro nombre, en esta ocasión Las Jets, dado que entonces era un tema de moda todo lo relacionado con la propulsión a chorro. Otro integrante de los Teen Tops dijo Las Marys, y fue cuando Enrique concluyó: Las Mary Jets”.
Otros grupos del rock and roll mexicano tomarían nombres parecidos al de Las Mary Jets como Los Loud Jets y Los Johnny Jets.

El grupo comenzó su éxito sonando sus temas en la radio y comenzaron a ser invitadas a programas de televisión como Las estrellas y usted patrocinado por Max Factor y Entre mujeres te veas, por mencionar algunos. También se presentaron en lugares tales como: el Teatro Iris, Lírico y Blanquita, así como en El Jardín Villafontana, Los Globos y Atoria; siendo estos últimos centros nocturnos ubicados en el entonces Distrito Federal. Alternaron en giras como Los Teen Tops, Los Rebeldes del Rock y Los Blue Caps, entre otros; se presentaron con éxito en los Estados Unidos, llegando incluso a tocar en Hawái. En ese país fueron conocidas como Swinging Señoritas y Las Cinco Marías.  Asimismo hicieron algunas giras en Chihuahua, Aguascalientes, Nuevo León, Veracruz, Guerrero, Tamaulipas, Sinaloa y Baja California, llegando también a territorio venezolano.
“Después de una gira por Hawai a fines de 1961, María Yolanda salió del grupo, ya que quería continuar con sus estudios en el Conservatorio, así que dejó la batería y retomó el piano. La sustituyó Martha Agüero, quien venía de tocar con el grupo de Las 4YT y su primer concierto con ellas fue en el teatro Lírico; luego se fueron de gira a Acapulco. Fue la misma época en que alternaron con Bill Haley. Por otra parte, a Judith le propusieron lanzarse como solista, pero no aceptó.

En 1963, Martha y la fundadora María Antonieta dejaron el grupo. Entonces María Yolanda viajó a los Estados Unidos para volver a tocar la batería con las Mary Jets, pero ya fue por poco tiempo. Judith y María Yolanda decidieron regresar a México. Entró Carmen Zarate como nueva cantante, pero su paso por el grupo fue fugaz. El último concierto de las Mary Jets fue en Arizona ese mismo año. Las tensiones internas provocaron la separación de la agrupación. Las hermanas Astorga optaron por quedarse en Hawai, ya que se habían casado con dos músicos de allá. Al regreso, las demás se encontraron con la triste noticia del fallecimiento de Cuco Valtierra, víctima del cáncer. La aventura había terminado”.
Un segundo disco de Las Mary Jets se encontraba en preparación, pero ejecutivos de Columbia Records basados en criterios machistas supusieron que el público no creería que eran mujeres quienes interpretaban las canciones. Asimismo, el control que ejercían los padres de las integrantes y la visión sexista y machista de la época sobre ellas limitó su participación en giras y presentaciones. El grupo se separó en 1963 por distintos desacuerdos.

## Integrantes
- María Luisa Astorga, bajo eléctrico
- María Teresa Astorga, guitarra eléctrica
- Yolanda Espinosa, batería y vibráfono
- María Antonieta Lozano, piano
- María Judith Rolón, voz, congas, claves

### Integrantes pasados
- María Concepción Martínez
- Martha Agüero
- Carmen Zárate

## Discografía

### Sencillos
- 1960: «Una dulce chica anticuada» («Sweet Old-Fashioned Girl» de Teresa Brewer)  / «Dulces tonterías»
- 1961: «El rock del ratón» / «Mándame» («You Send Me» de Sam Cooke)
- 1961: «Ruleta» / «Chatanooga»